# Montiéramey
Montiéramey é uma comuna francesa na região administrativa de Grande Leste, no departamento de Aube. Estende-se por uma área de 6,73 km². Em 2010 a comuna tinha 409 habitantes (densidade: 60,8 hab./km²).